# Babiana fimbriata
Babiana fimbriata là một loài thực vật có hoa trong họ Diên vĩ. Loài này được (Klatt) Baker miêu tả khoa học đầu tiên năm 1877.